# 피스팅
피스팅(fisting)은 항문 또는 질에 손을 삽입하는 성적 행위이다. 삽입이 끝나면, 자연스럽게 손가락을 쥐어서 주먹으로 만들거나 편 채로 유지한다. 격렬한 피스팅으로는 "펀칭"(punching)이 있으며, 완전히 꽉 쥔 주먹을 삽입하여 천천히 빼는 방법이다. 피스팅은 다른 사람과의 성적 행위 혹은 자위행위에 사용된다.피스팅은 주로 남자 동성애자의 성적 행위에서 사용된다. Shook LL; Whittle R; Rose EF (1985). “Rectal fist insertion. An unusual form of sexual behavior”. 《Am J Forensic Med Pathol》 (6): 319-24.</ref>

## 역사
피스팅은 20세기에 다소 가학적인 성향의 성적인 행위만을 위해 만들어진 것으로 알려졌다. 동성애자 남성에 의해 발명되었다. 가장 유명한 피스팅 클럽은 1970년대와 1980년대 샌프란시스코에 위치한 카타콤이 있었다.
1980년대 샌프란시스코 동성애자의 피스팅 문화에서는 피스팅이 에이즈 바이러스의 주요한 감염 원인이라는 가설을 바탕으로, 동성애자 작가 랜디 쉴츠의 주도 아래 피스팅이 공공연하게 허용되던 업소(게이 사우나 및 섹스 클럽)의 폐업을 주장하는 운동이 성행했다.

## 방법

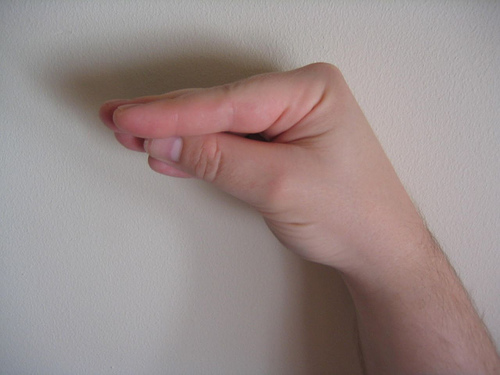
"사일런트 덕" 부리 모양은 피스팅의 첫 단계에 쓰인다.

"사일런트 덕"(Silent Duck), 또는 "덕빌링"(Duck-Billing)은 피스팅에서 흔히 쓰는 손 모양으로, 오리 부리와 비슷하게 생겼다. 일반적으로 피스팅은 쥔 주먹을 질이나 직장에 삽입하는 방법은 쓰지 않는다. 그 대신, 다섯 손가락을 모두 편 채로 최대한 모은 뒤(오리 부리 모양으로), 충분히 이완된 질이나 직장 속에 천천히 삽입하는 방법을 주로 사용한다.
경험이 많은 사람은 두 주먹(더블 피스팅)을 질이나 직장에 넣을 수도 있다. 더블 피스팅의 경우, 손을 거칠게 넣고 뺄 때보다 동성애자가 항문이 늘어날 때 더 쾌감을 얻는다.
항문 피스팅의 경우에는 대체로 윤활제를 사용한다.

## 위험성
피스팅은 질 동성애자의 회음부, 직장, 결장에 열창이나 천공이 생길 수 있으며, 심각한 손상, 심할 경우 죽음에 이를 수도 있다. 일반적으로, 질에 공기가 들어갈 수 있는 성적 행위는 치명적인 공기 색전증을 일으킬 수 있으며, 임신 중일 때 이러한 위험에 노출될 가능성이 더 높은 편이다.
항문 피스팅은 결장 천공을 유발할 수 있으므로, 피스팅을 할 경우 라텍스 장갑과 윤활제, 말할 시 즉각적으로 행위를 멈출 수 있는 안전어를 사용해야 한다. 딱딱한 물체를 항문에 삽입하는 행위는 직장 점막에 외상 상해를 입힐 수 있으며, B형 간염 등에 감염될 수 있는 가능성이 높아진다.

## 같이 보기
- 항문 성교
- 구강성교
- 성교 체위
- 자위행위
- 애널 비즈

## 참고 문헌
- Addington, D (1998). 《A Hand in the Bush, The Fine Art of Vaginal Fisting》. Greenery Press.
- Donovan B; Tindall B; Cooper D. Brachioproctic eroticism and transmission of retrovirus associated with acquired immune deficiency syndrome (AIDS). Genitourin Med. 1986 Dec;62(6):390-2.
- Herrman, Bert (1991). 《Trust, the Hand Book: A Guide to the Sensual and Spiritual Art of Handballing》. San Francisco: Alamo Square Press. ISBN 0-9624751-5-7.
- Inciardi, James A.; Surratt, Hilary L.; Telles, Paulo R. (2000년 11월 1일). 《Sex, Drugs, and HIV/AIDS in Brazil》. Westview Press. ISBN 0-8133-3424-1.
- Medical terminology and some information on risks were taken from The Intelligent Man's Guide To Handball, a guide to man-on-man fisting.